# Apache Software Foundation

Apache Software Foundations logotyp

The Apache Software Foundation (ASF) är en organisation som tillhandahåller en infrastruktur för utveckling av programvara vilka baseras på öppen källkod. De programvaror som utvecklas av projekt inom The Apache Software Foundation distribueras under licensen Apache Software License.

## Historik
The Apache Software Foundation har sitt ursprung i Apache Group som bildades 1995 för att skapa en webbserver som baserades på fri och öppen källkod.

## Projekt
De projekt som utvecklas under Apache Software Foundation är:
| Projektnamn      | Beskrivning | URL                                                                  |
| ---------------- | --- | -------------------------------------------------------------------- |
| HTTP Server      | Webbserver | http://httpd.apache.org/                                             |
| Ant              | Javabaserat byggsystem                                                                                            | http://ant.apache.org/                                               |
| APR              | | http://apr.apache.org/                                               |
| Beehive          | | http://beehive.apache.org/                                           |
| Cocoon           | | http://cocoon.apache.org/                                            |
| DB               | | http://db.apache.org/                                                |
| Directory        | Javabaserad katalogtjänst med gränssnitt som exempelvis LDAP, NDS, DHCP eller SLP                                 | http://directory.apache.org/                                         |
| Excalibur        | Javabaserad Inversion of Control-motor                                                                            | http://excalibur.apache.org/                                         |
| Forrest          | Javabaserat ramverk för att hantera konvertering av dokument                                                      | http://forrest.apache.org/                                           |
| Geronimo         | Applikationsserver för J2EE-specifikationen                                                                       | http://geronimo.apache.org/                                          |
| Gump             | Integrationsverktyg                                                                                               | http://gump.apache.org/                                              |
| iBATIS           | | http://ibatis.apache.org/                                            |
| Incubator        | Paraplyprojekt för att tillhandahålla en infrastruktur för nystartade eller till ASF donerade projekt             | http://incubator.apache.org/                                         |
| Jackrabbit       | | http://jackrabbit.apache.org/                                        |
| Jakarta          | Paraplyprojekt för Javabaserade projekt                                                                           | http://jakarta.apache.org/                                           |
| James            | Javabaserad e-post- och nyhetsgruppstjänst                                                                        | http://james.apache.org/                                             |
| Lenya            | Innehållshanteringssystem baserat på Java och XML                                                                 | http://lenya.apache.org/                                             |
| Logging Services | Paraplyprojekt för loggningshantering i olika programspråk                                                        | http://logging.apache.org/                                           |
| Lucene           | Sökmotor | http://lucene.apache.org/                                            |
| Maven            | System för att projekthantering av mjukvara                                                                       | http://maven.apache.org/                                             |
| MyFaces          | Implementation av JavaServer Faces                                                                                | http://myfaces.apache.org/                                           |
| Perl             | | http://perl.apache.org/                                              |
| Portals          | | http://portals.apache.org/                                           |
| Shale            | | http://shale.apache.org/                                             |
| SpamAssassin     | Skräppostfilter                                                                                                   | http://spamassassin.apache.org/                                      |
| Struts           | | http://struts.apache.org/                                            |
| TCL              | | http://tcl.apache.org/                                               |
| Tomcat           | | https://web.archive.org/web/20100710004503/http://tomcat.apache.org/ |
| Torque           | Torque är ett databasabstraktionsverktyg som mappar relationsdatabaser till Javaobjekt utifrån en XML-definition. | http://db.apache.org/torque/                                         |
| Turbine          | Ett servlet-baserat ramverk för att erbjuda erfarna Java-utvecklare ett sätt att snabbt bygga webbapplikationer.  | http://turbine.apache.org/                                           |
| Velocity         | Velocity är en mallmotor som erbjuder ett enkelt och kraftfullt mallspråk för att referera till Java-objekt.      | http://velocity.apache.org/                                          |
| Web Services     | | http://ws.apache.org/                                                |
| Xerces           | | http://xerces.apache.org/                                            |
| XML              | | http://xml.apache.org/                                               |
| XMLBeans         | | http://xmlbeans.apache.org/                                          |
| XML Graphics     | | http://xmlgraphics.apache.org/                                       |